# Mathias Löder
Mathias Löder (* 29. Dezember 1933 in Köln-Deutz) ist ein ehemaliger deutscher Radrennfahrer.

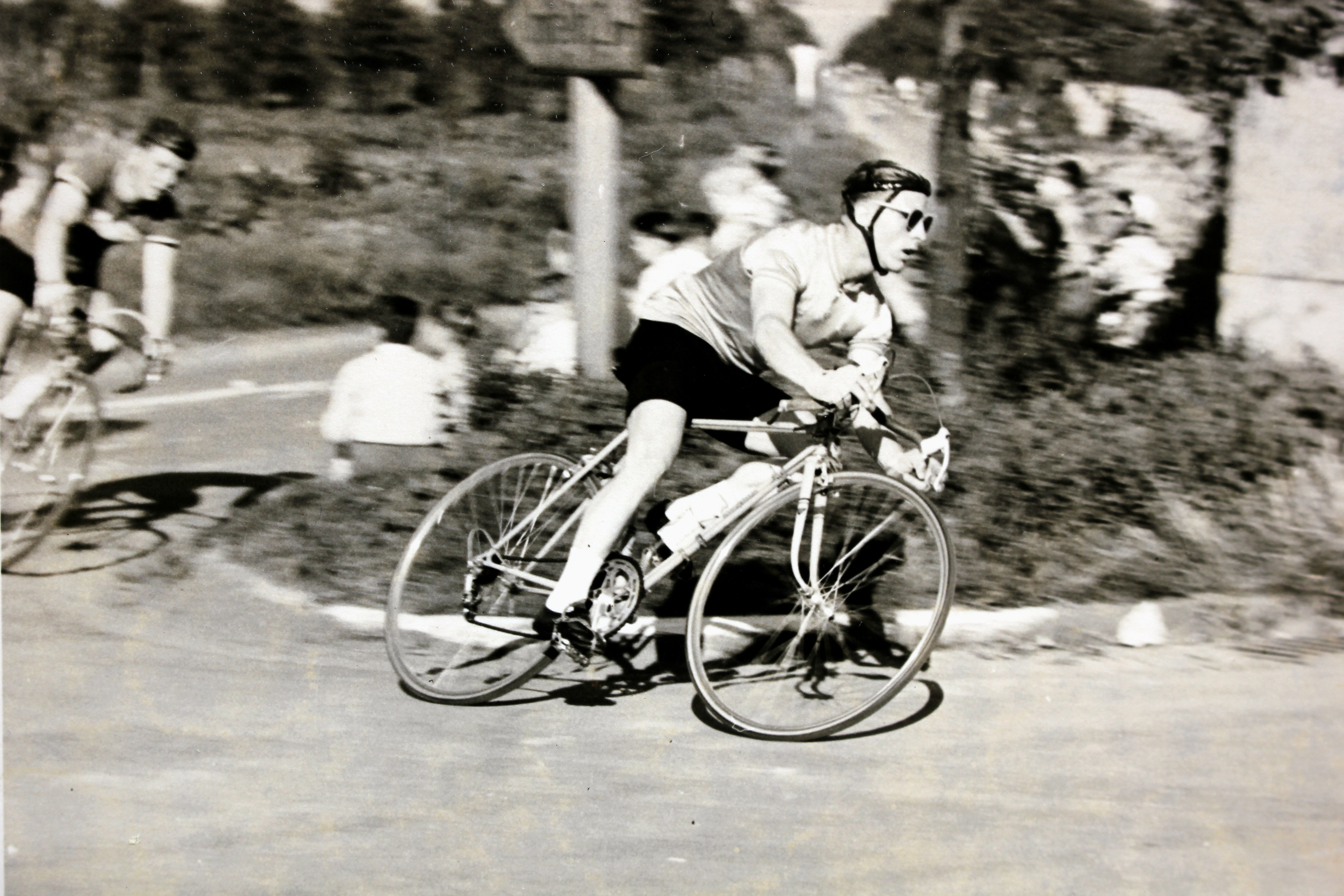
Mathias Löder 1960 beim Mülheimer Dreiecksrennen

Löder bestritt als Mitglied des deutschen Rennstalls Altenburger ab 1956 Profi-Straßenrennen, erzielte aber keine nennenswerten Ergebnisse. 1957 wechselte er zum deutschen Team Fichtel & Sachs, wo er auf den ehemaligen Deutschen Meister Walter Becker traf. Damit traten auch die ersten Erfolge ein, ein zweiter Platz bei einem Münchner Kriterium sowie zwei dritte Ränge bei den Straßenrennen Großer Preis Veith und Großer Preis Fichtel & Sachs. Außerdem beteiligte sich Löder am belgischen Klassiker Lüttich–Bastogne–Lüttich, wo er unter 27 platzierten Fahrern den 14. Platz erreichte. Ab 1958 firmierte Löders Radsportteam unter dem Namen Torpedo, er bestritt in diesem Jahr sein einziges Weltmeisterschaftsrennen und wurde als 26. des Rennens Letzter. 1959 wurde er nur beim belgischen Eintagesrennen La Flèche Wallonne in den Ergebnislisten geführt, unter 62 klassifizierten Aktiven kam er als Bester von vier Deutschen auf Platz 43. Anfang 1960 wechselte er ins Lager der Amateure zurück und startete für den Verein RC Adler Köln. Seinen ersten Sieg nach dem Wechsel bei einem bedeutenden Rennen erzielte Löder 1960 beim Rund um Köln, in den Jahren 1962 und 1963 gewann er das Straßenrennen Köln–Schuld–Frechen.